# 영화예술론

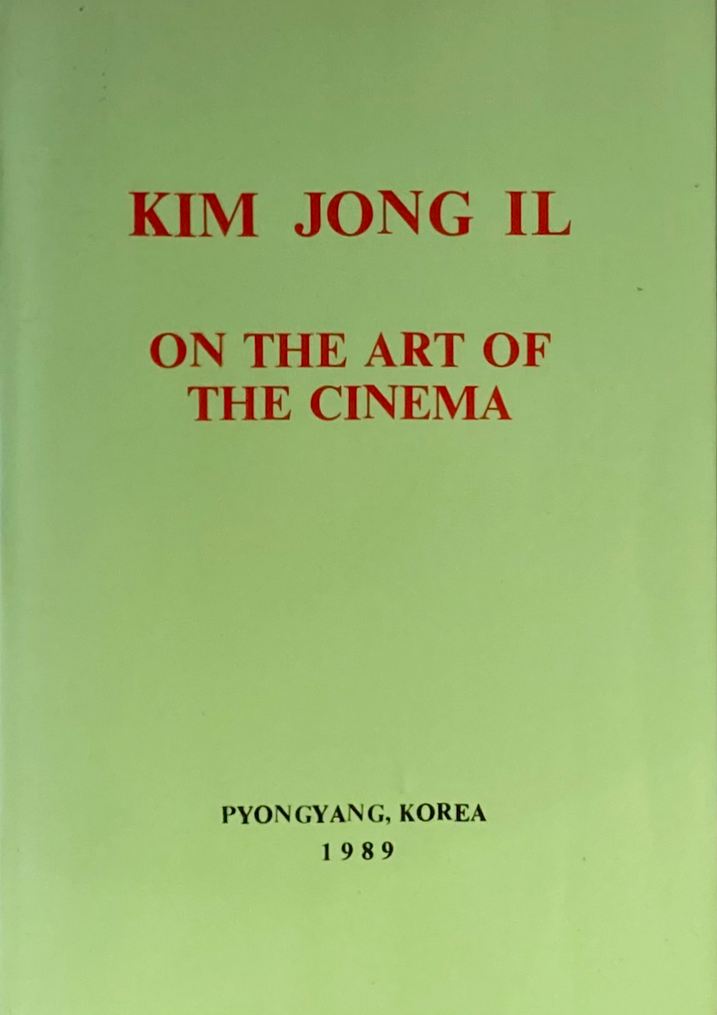
영화예술론 영어판의 책 표지

《영화예술론》(映畵藝術論, Film Art Theory, On the Art of the Cinema)은 조선민주주의인민공화국의 지도자 김정일의 1973년 논문이다. 조선민주주의인민공화국의 영화 제작 부문의 가장 권위있는 작품으로 간주된다.
이 책은 영화 제작, 예술 등의 부문에 적용할 수 있는 여러 독자적인 이론들을 제시한다. 이러한 문학 이론들 가운데 "인간학", "종자론"이 가장 중요한 것들이다. 인간학은 가치있는 삶의 의문에 중심을 둔다. 예술의 경우 사회를 변화시킬 수 있는 진정으로 독립된 개인을 강조한다. 종자론은 조선민주주의인민공화국의 영화 이론의 필수적인 요소이다. 개인 작품에서 종자는 주제의 문제와 개념, 선전 메시지의 토대를 한데 합쳐놓는 것이다. 이 개념들은 영화의 국수주의적 형태와 사회주의적 내용의 주제를 보완한다. 조선로동당 정책을 지지하는 선전물을 만들기 위한 여러 개념들이 이 책에 제시되어 있다.

## 같이 보기
- 신상옥·최은희 납치 사건
- 조선 영화

### 참고 문헌
- Clippinger, Morgan E. (March 1981). “Kim Chong-il in the North Korean Mass Media: A Study of Semi-Esoteric Communication”. 《Asian Survey》 21 (3): 289–309. doi:10.1525/as.1981.21.3.01p0255w. JSTOR 2643726.
- David-West, Alzo (January 2009). “The Literary Ideas of Kim Il Sung and Kim Jong Il: An Introduction to North Korean Meta-Authorial Perspectives” (PDF). 《Cultural Logic》 12: 1–34. ISSN 1097-3087. 2015년 11월 23일에 원본 문서 (PDF)에서 보존된 문서. 2015년 4월 4일에 확인함.
- Fischer, Paul (2015년 2월 3일). 《A Kim Jong-Il Production: The Incredible True Story of North Korea and the Most Audacious Kidnapping in History》. Penguin Books Limited. ISBN 978-0-241-96999-1.
- 《Kim Jong Il Biography》 (PDF) 1. Pyongyang: Foreign Languages Publishing House. 2005. 2016년 10월 8일에 원본 문서 (PDF)에서 보존된 문서. 2015년 1월 10일에 확인함.
- Kwak, Dong Hun (March 2013). “Strategic Propaganda Through North Korean Films: A New Approach”. 《Studia Universitatis Babeş-Bolyai, Philologia》 (National University Research Council) 58 (1): 231–244. 2015년 4월 4일에 확인함.
- Lee, Hyang-jin (2000). 《Contemporary Korean Cinema: Culture, Identity and Politics》. Manchester: Manchester University Press. ISBN 978-0-7190-6008-3. 2015년 4월 9일에 확인함.
- Schönherr, Johannes (2012년 8월 13일). 《North Korean Cinema: A History》. Jefferson: McFarland. ISBN 978-0-7864-6526-2. 2015년 4월 5일에 확인함.